# Джорджі Келлі
Джорджі Келлі (англ. Georgie Kelly, нар. 12 листопада 1996, Донегол, Ірландія) — ірландський футболіст, нападник команди «Ротергем Юнайтед».

## Клубна кар'єра
Вихованець клубу «Деррі Сіті» Джорджі провів на дорослому рівні три гри за «городян» після чого перейшов до «УКД». У 2017 Келлі став автором хет-трику в матчі проти «Атлон Таун».
Після двох років у першій лізі нападник підписав контракт з клубом Прем'єр-дивізіону «Дандолк». У кваліфікаційному раунді Ліги Європи 2018—2019 він провів свій перший матч проти естонської команди ФКІ Левадія. У 2019 році «Дандолк» поступився у фіналі Кубку Ірландії «Шемрок Роверс».
28 липня 2020 року Келлі на правах оренди перейшов до «Сент-Патрікс Атлетік». 7 серпня 2020 року Джорджі став автором дублю в переможній грі 2–0 проти «Фінн Гарпс». Єдиний гол у першості він забив 29 жовтня 2020 року на виїзді проти того ж «Фінн Гарпса», «Сент-Патрікс Атлетік»	 поступився з рахунком 3–2.
22 грудня 2020 року Келлі підписав контракт з «Богеміан». Джорджі зробив свій перший хет-трик у Прем'єр-дивізіоні в переможній грі 5–1 над клубом «Дандолк». За підсумками сезону він став найкращим бомбардиром ліги з 21-м голом в активі. Пізніше він потрапив до команди сезону. У фінальній грі Кубку Ірландії його клуб поступився «Сент-Патрікс Атлетік» по пенальті.
У січні 2022 року він підписав контракт з клубом Першої футбольної ліги «Ротергем Юнайтед». 30 квітня 2022 року Келлі забив другий гол у переможному матчі «Ротергема» 2–0 проти клубу «Джиллінгема».

## Титули і досягнення

### Клубні
«Дандолк»
- Прем'єр-дивізіон (2): 2018, 2019
- Кубок Ірландії (1): 2018
- Кубок ірландської ліги (1): 2019
- Кубок Президента (1): 2019
- Ірландський Кубок чемпіонів (1): 2019

### Індивідуальні
- Найкращий бомбардир Прем'єр-дивізіону (1): 2021
- Найкращий бомбардир першого дивізіону (1): 2017